# Bosc menut

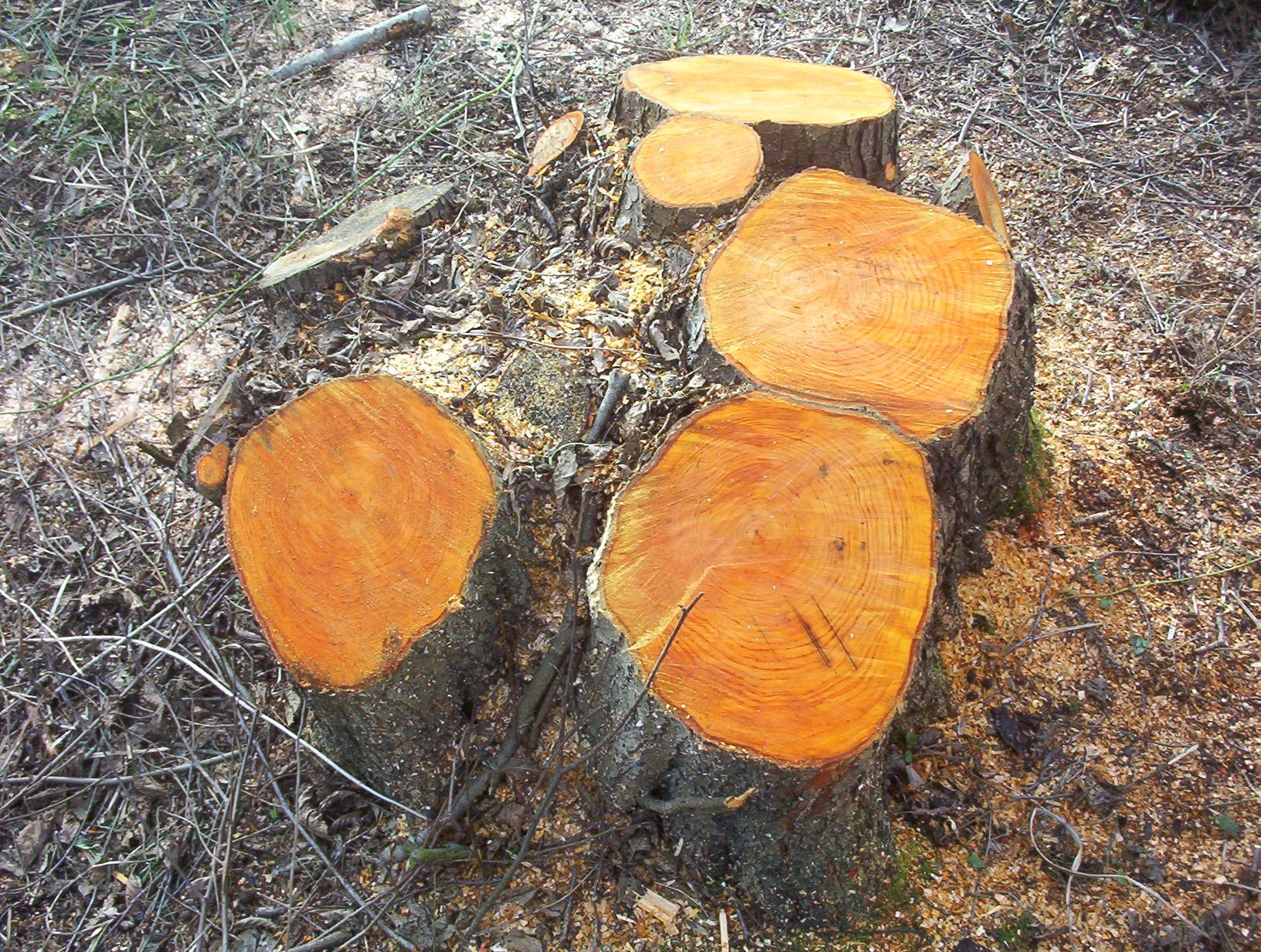
Uns peus de vern tallats recentment a Hampshire

Bosc menut, o bosc baix és el que està format per arbres que procedeixen del rebrot d'arbres tallats precedentment. Generalment, els arbres d'aquest bosc es tallen a una mida petita o mitja, contràriament al que passa amb el bosc alt, en què els arbres es deixen créixer a una mida més gran. Els productes de la tallada d'aquests boscos són llenya, estaques i pals. A Catalunya és normal que els alzinars, rouredes xeròfiles i castanyedes tinguin un tractament de bosc menut.
Els rebrots de les soques s'anomenen tanys. No totes les espècies d'arbres són capaces de rebrotar de soca. En general les espècies d'arbres planifolis rebroten, mentre les coníferes no ho fan.

## Tècnica de producció de tanys
Afavorir l'aparició de tanys en determinades espècies d'arbres és un mètode tradicional d'administració sostenible del bosc, motiu pel qual als arbres joves se'ls talla el tronc a un nivell baix, o de vegades arran de terra.
En els anys següents de creixement emergeixen molts nous tanys i, després que hagin passat uns anys, el cicle comença una altra vegada i es tornen a tallar els troncs gruixuts dels plançons perquè n'emergeixin dels peus altres de nous fins que estiguin llestos per ser collits una altra vegada. El cicle pot repetir-se fins a l'esgotament de la rabassa.
Un arbrat del sotabosc es cull típicament en seccions, en una rotació. D'aquesta manera cada any pot fer-se una collita. Això té l'efecte secundari de proporcionar una varietat rica d'hàbitat, ja que l'arbrat té sempre una gamma de diversos peus envellits que creixen en ell. Això és beneficiós per a la biodiversitat del bosc.

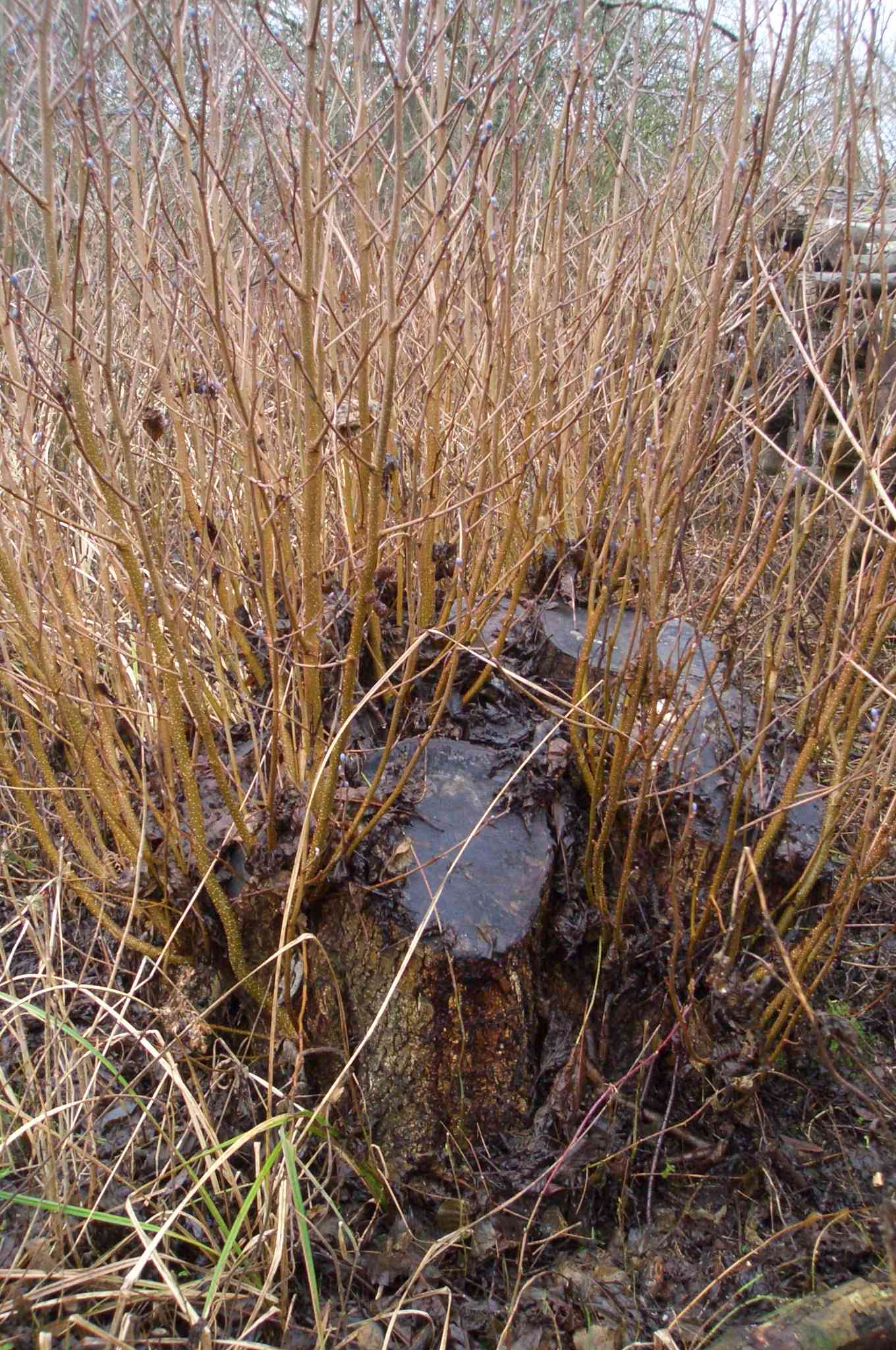
El mateix peu de vern després d'un any amb els rebrots

La longitud del cicle depèn del tall de l'espècie, dels costums locals i de l'ús a què es destina el producte. El bedoll pot ser aconseguit en 3 o 4 anys per fer treballs d'estris de fusta, mentre que el roure pot ser obtingut en un cicle de 50 anys per pals o llenya.

## Aprofitaments
A Catalunya es va produir molt carbó vegetal, utilitzat com a combustible, tant per a la indústria com per a ús domèstic. Actualment els alzinars es tracten amb el sistema de bosc menut per produir llenyes molt apreciades per cremar en estufes i llars de foc. El tractament de les castanyedes per produir pals és cada vegada més escàs, per manca de mercat, i afectació dels castanyers per la malaltia del xancre. De major importància és l'explotació de les suredes per produir suro.
A Anglaterra, en els dies de la producció de ferro amb carbó vegetal, la majoria dels arbres a les regions de la producció de ferro van ser administrats com bosc menut, sent generalment tallats en un cicle d'uns 16 anys. D'aquesta manera, s'obtenia combustible per a aquesta indústria de forma indefinida. Això va ser regulat per un estatut d'Enric VIII, que va requerir que els boscos es deixessin descansar durant un període després del tall i de deixar 12 peus d'arbres separats entre si en cada acre de terreny per deixar desenvolupar-se com a pals per a fusta.
Els tanys es poden utilitzar en el seu estat jove per entreteixir les tanques, tal com es fa amb els vímets, o es poden deixar créixer i conformar-los com pals grans, tal com sol passar amb arbres de fusta dura com els roures. Aquesta pràctica crea els pals llargs rectes, que són millors per treballar que els arbres crescuts espontàniament en la naturalesa que tenen corbes i bifurcacions. Afavorir l'aparició de tanys es pot també practicar per animar les estructures de creixement específiques, com amb els arbres que es conreen per extreure'ls la seva escorça (suro).
A Europa els plançons de fustes dures van ser utilitzats extensivament en la construcció naval (naus de fusta) o en la fabricació de carretes, i ara encara es conreen, però en quantitats petites, per fabricar cases de fusta i en la indústria del moble.
A la Gran Bretanya meridional, el sotabosc estava tradicionalment format pels tanys d'avellaner que creixia entre els roures, que eren els arbres més grans. Aquests tanys proporcionaven fusta abundant per a molts propòsits, especialment carbó vegetal, que abans de la disponibilitat del carbó mineral era el que s'utilitzava en la fosa dels metalls.
Encara funciona actualment a petita escala l'extracció de fustes de tanys del sotabosc, sovint afavorides per les associacions conservacionistes de la Gran Bretanya, produint el material per a l'agricultura de canyissars, per l'entramat tradicional de les cobertes de les cases, cobrint amb palla els pals, per produir carbó vegetal per a escalfar de manera tradicional els locals o altres menesters.

## Galeria d'imatges

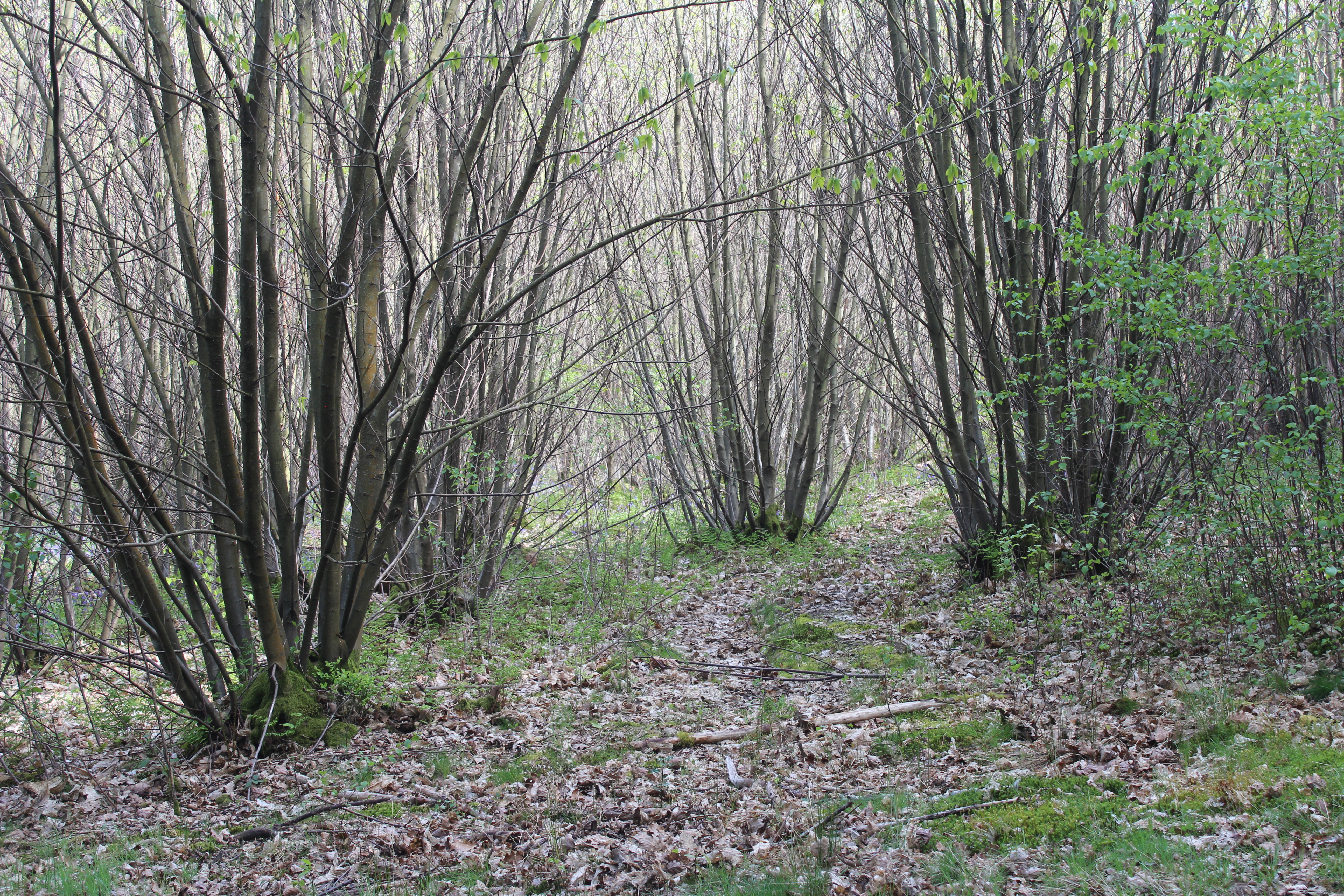
Bosc de tanys a Hindhead, Surrey, Regne Unit.
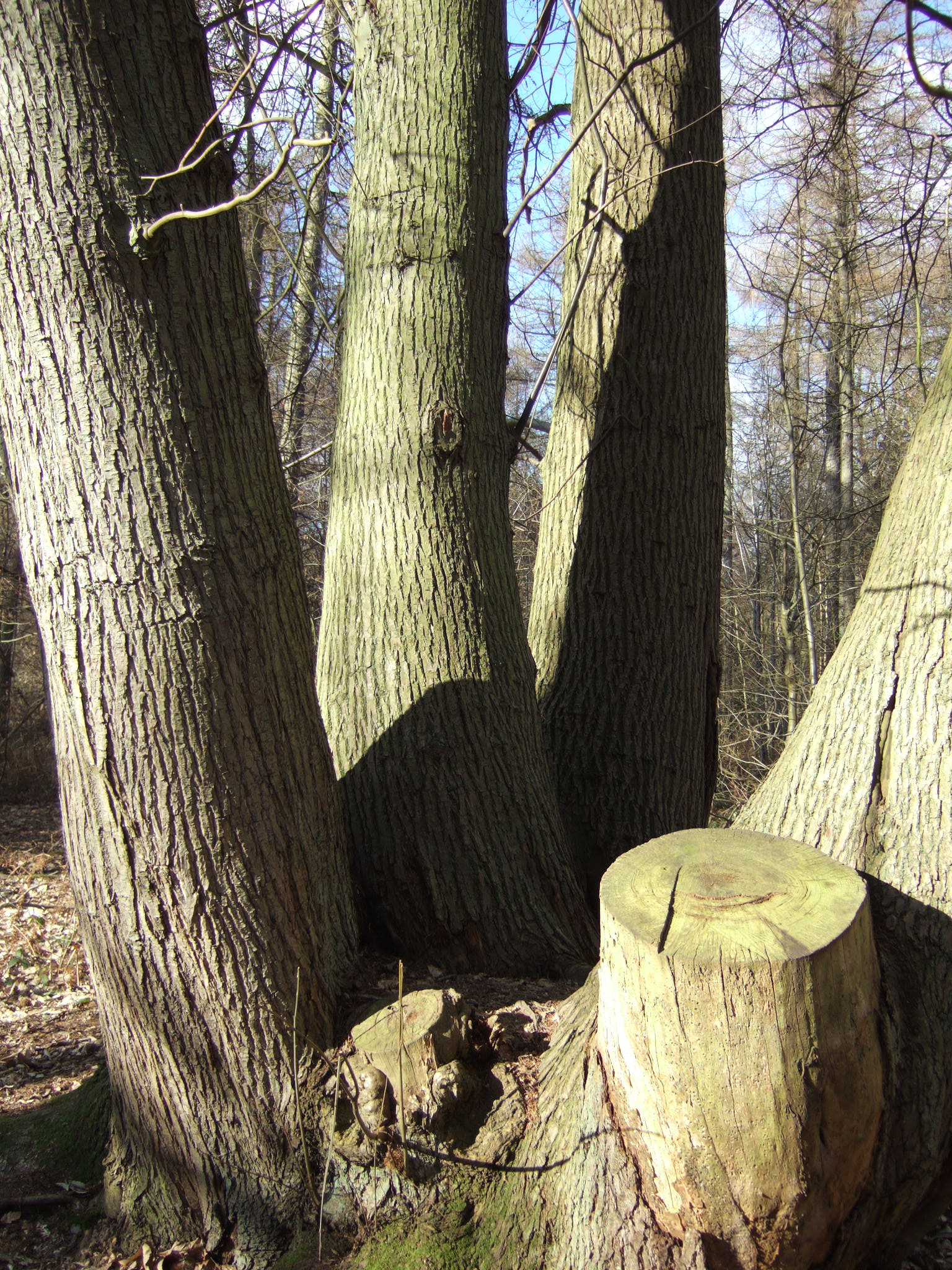
Tanys adults d'un Castanyer, Banstead Woods, Surrey, Regne Unit.